# Teodozjusz (Kirika)
Teodozjusz, imię świeckie Fieodosij Fiodorowicz Kirika lub Teodosie Chirică (ur. 30 grudnia 1865?/11 stycznia 1866 w Varniţy, gubernia besarabska, zm. 2 grudnia 1937 w Mikołajowie) – rosyjski biskup prawosławny.

## Życiorys
Urodził się w rodzinie śpiewaka cerkiewnego. Absolwent seminarium duchownego w Kiszyniowie. Na początku XX wieku był misjonarzem eparchialnym w eparchii kiszyniowskiej.
Od 1922 do 1925 działał w szeregach odnowicielstwa.
14 października 1933 został wyświęcony na biskupa mikołajowskiego, wikariusza eparchii odeskiej w cerkwi Wniebowstąpienia Pańskiego w Odessie. W chirotonii jako konsekratorzy wzięli udział metropolita odeski i chersoński Anatol oraz biskup symferopolski i krymski Porfiry.
23 maja 1937 został mianowany biskupem kurskim i obojańskim. Nie mógł przybyć do eparchii i faktycznie nie objął katedry. 13 sierpnia 1937 roku przeniesiony do Kostromy.
1 września 1937 został aresztowany. 18 listopada 1937 roku biskup Teodozjusz został skazany na rozstrzelanie. 2 grudnia 1937 roku wyrok został wykonany.